# Gauliga Niederschlesien 1943/44

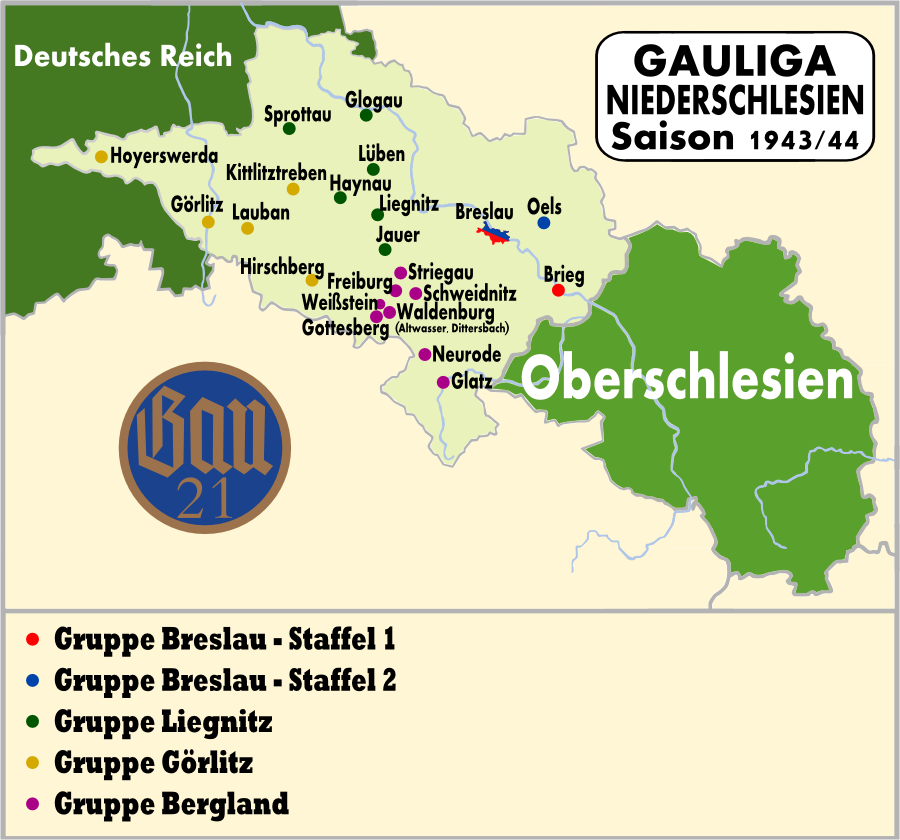
Spielorte der Gauliga Niederschlesien 1943/44.

Die Gauliga Niederschlesien 1943/44 war die dritte Spielzeit der Gauliga Niederschlesien des Fachamtes Fußball. Kriegsbedingt wurden die zweitklassigen Bezirksklassen aufgelöst und sämtliche noch am Spielbetrieb teilnehmenden Mannschaften in die Gauliga eingeordnet. Dadurch wurde die Gauliga zuerst in den Gruppen Breslau, Liegnitz/Görlitz und Bergland ausgespielt, die Gruppensieger trafen in einer Finalgruppe aufeinander und spielten den Gaumeister aus. In dieser setzte sich der STC Hirschberg durch und durfte somit erstmals an der Endrunde um die deutsche Fußballmeisterschaft teilnehmen. Nach einem 7:0-Heimsieg über die BSG DWM Posen erreichte man das Achtelfinale, bei dem Hirschberg nach einer 0:5-Auswärtsniederlage gegen den First Vienna FC 1894 ausschied. Dies war die letzte komplette Spielzeit der Gauliga Niederschlesien. In der kommenden Saison wurde nur noch vereinzelt in Breslau gespielt, bevor der Spielbetrieb komplett eingestellt wurde.

## Gruppe Breslau
Die Gruppe Breslau wurde nochmals in zwei Staffeln unterteilt, deren Sieger in zwei Finalspielen den Gruppensieger ausspielten.

### Breslau A
| Pl. | Verein                  | Sp. | S | U | N | Tore    | Quote | Punkte |
| --- | ----------------------- | --- | - | - | - | ------- | ----- | ------ |
| 1.  | SC Vorwärts Breslau (N) | 8   | 7 | 0 | 1 | 017:140 | 1,21  | 14:20  |
| 2.  | Viktoria Breslau (N)    | 8   | 6 | 0 | 2 | 022:130 | 1,69  | 12:40  |
| 3.  | LSV Reinecke Brieg (M)  | 8   | 4 | 0 | 4 | 022:100 | 2,20  | 08:80  |
| 4.  | Minerva Breslau (N)     | 8   | 2 | 0 | 6 | 013:250 | 0,52  | 04:12  |
| 5.  | Breslauer FV 06         | 8   | 1 | 0 | 7 | 007:190 | 0,37  | 02:14  |

| (M) | Titelverteidiger |
| (N) | Aufsteiger       |

### Breslau B
| Pl. | Verein                       | Sp. | S | U | N | Tore    | Quote | Punkte |
| --- | ---------------------------- | --- | - | - | - | ------- | ----- | ------ |
| 1.  | Breslauer SpVg 02            | 10  | 8 | 1 | 1 | 041:100 | 4,10  | 17:30  |
| 2.  | KSG Hertha/Immelmann Breslau | 10  | 7 | 2 | 1 | 033:700 | 4,71  | 16:40  |
| 3.  | SC Alemannia Breslau         | 10  | 5 | 1 | 4 | 018:200 | 0,90  | 11:90  |
| 4.  | VSV Union Wacker Breslau (N) | 10  | 4 | 1 | 5 | 021:390 | 0,54  | 09:11  |
| 5.  | VfB Breslau (N)              | 10  | 1 | 2 | 7 | 010:280 | 0,36  | 04:16  |
| 6.  | Reichsbahn SG Oels (A)       | 10  | 1 | 1 | 8 | 006:250 | 0,24  | 03:17  |

| (N) | Aufsteiger |

### Finalspiele Breslau
Die Entscheidungsspiele fanden am 23. Januar 1944 und am 6. Februar 1944 in Breslau statt. Die Breslauer SpVg 02 konnte sich durchsetzten und qualifizierte sich somit für die niederschlesische Finalrunde.
|                                             | Gesamt |                                               | Hinspiel | Rückspiel |
| ------------------------------------------- | ------ | --------------------------------------------- | -------- | --------- |
| Breslauer SpVg 02 (Gruppensieger Breslau B) | 12:00  | SC Vorwärts Breslau (Gruppensieger Breslau A) | 8:0      | 4:0       |

## Gruppe Görlitz/Liegnitz
Die Gruppe Görlitz/Liegnitz war, wie der Name bereits erwähnt, in die Staffeln Görlitz und Liegnitz unterteilt, deren Sieger in Finalspielen den Gruppensieger ermittelten.

### Staffel Görlitz
| Pl. | Verein                  | Sp. | S | U | N | Tore    | Quote | Punkte |
| --- | ----------------------- | --- | - | - | - | ------- | ----- | ------ |
| 1.  | STC Hirschberg (N)      | 10  | 7 | 2 | 1 | 046:500 | 0,92  | 16:40  |
| 2.  | SV Hoyerswerda 1919 (N) | 9   | 5 | 2 | 2 | 023:150 | 1,53  | 12:60  |
| 3.  | LSV Görlitz (N)         | 10  | 5 | 1 | 4 | 027:230 | 1,17  | 11:90  |
| 4.  | STC Görlitz (N)         | 10  | 4 | 2 | 4 | 027:250 | 1,08  | 10:10  |
| 5.  | KSG Lauban              | 9   | 2 | 2 | 5 | 019:280 | 0,68  | 06:12  |
| 6.  | LSV Kittlitztreben (N)  | 10  | 1 | 1 | 8 | 012:480 | 0,25  | 03:17  |

| (N) | Aufsteiger |

### Staffel Liegnitz
| Pl. | Verein                       | Sp. | S  | U | N | Tore    | Quote | Punkte |
| --- | ---------------------------- | --- | -- | - | - | ------- | ----- | ------ |
| 1.  | WSV Liegnitz                 | 10  | 10 | 0 | 0 | 049:700 | 7,00  | 20:0   |
| 2.  | LSV Lüben (N)                | 10  | 8  | 0 | 2 | 059:180 | 3,28  | 16:40  |
| 3.  | TuSpo Liegnitz               | 10  | 6  | 0 | 4 | 022:270 | 0,81  | 12:80  |
| 4.  | SC Jauer                     | 9   | 2  | 1 | 6 | 013:330 | 0,39  | 05:13  |
| 5.  | LSV Sprottau (N)             | 10  | 1  | 1 | 8 | 017:370 | 0,46  | 03:17  |
| 6.  | TSV Schlesien Haynau (N)     | 9   | 1  | 0 | 8 | 006:440 | 0,14  | 02:16  |
| 7.  | SC Preußen 1911 Glogau A (N) | 0   | 0  | 0 | 0 | 000:000 | 1,00  | 0:0    |
| 8.  | SG Liegnitz A (N)            | 0   | 0  | 0 | 0 | 000:000 | 1,00  | 0:0    |

| (N) | Aufsteiger |

### Finalspiele Görlitz/Liegnitz
Die Finalspiele fanden am 9. Januar 1944 in Liegnitz und am 16. Januar 1944 in Hirschberg statt. Da nach beiden Partien Gleichstand herrschte, war ein Entscheidungsspiel nötig, welches am 6. Februar 1944 in Breslau stattfand. Der STC Hirschberg konnte sich durchsetzen und qualifizierte sich dadurch für die niederschlesische Endrunde.
|                                       | Gesamt |                                        | Hinspiel | Rückspiel | 3. Spiel |
| ------------------------------------- | ------ | -------------------------------------- | -------- | --------- | -------- |
| WSV Liegnitz (Staffelsieger Liegnitz) | 6:8    | STC Hirschberg (Staffelsieger Görlitz) | 2:1      | 3:4       | 1:3      |

## Gruppe Bergland
| Pl. | Verein                              | Sp. | S  | U | N | Tore    | Quote | Punkte |
| --- | ----------------------------------- | --- | -- | - | - | ------- | ----- | ------ |
| 1.  | DSVgg 1911 Schweidnitz A            | 16  | 12 | 2 | 2 | 056:280 | 2,00  | 26:60  |
| 2.  | SV Preußen Waldenburg-Altwasser (N) | 16  | 9  | 4 | 3 | 059:310 | 1,90  | 22:10  |
| 3.  | VfB Glatz (N)                       | 15  | 7  | 2 | 6 | 055:330 | 1,67  | 16:14  |
| 4.  | Reichsbahn SG Dittersbach (N)       | 13  | 6  | 1 | 6 | 037:330 | 1,12  | 13:13  |
| 5.  | SV Silesia Freiburg (N)             | 14  | 5  | 3 | 6 | 029:360 | 0,81  | 13:15  |
| 6.  | SV Germania Weißstein (N)           | 13  | 5  | 2 | 6 | 016:330 | 0,48  | 12:14  |
| 7.  | Waldenburger SV 1909 (N)            | 14  | 5  | 2 | 7 | 039:400 | 0,98  | 12:16  |
| 8.  | SV Sportfreunde Neurode (N)         | 15  | 3  | 3 | 9 | 036:600 | 0,60  | 09:21  |
| 9.  | SC Rot-Weiß Striegau (N)            | 14  | 2  | 3 | 9 | 019:520 | 0,37  | 07:21  |
| 10. | NSTG Gottesberg B (N)               | 0   | 0  | 0 | 0 | 000:000 | 1,00  | 0:0    |

| (N) | Aufsteiger |

## Finalgruppe
In der Finalgruppe traten die drei Gruppensieger im Rundenturnier mit Hin- und Rückspiel gegeneinander an. Der STC Hirschberg setzte sich durch und wurde zum ersten Mal Gaumeister Niederschlesiens.

### Abschlusstabelle
| Pl. | Verein                                          | Sp. | S | U | N | Tore    | Quote | Punkte |
| --- | ----------------------------------------------- | --- | - | - | - | ------- | ----- | ------ |
| 1.  | STC Hirschberg (Sieger Gruppe Görlitz/Liegnitz) | 4   | 4 | 0 | 0 | 021:400 | 5,25  | 08:0   |
| 2.  | Breslauer SpVgg 02 (Sieger Gruppe Breslau)      | 4   | 2 | 0 | 2 | 011:100 | 1,10  | 04:40  |
| 3.  | DSVgg 1911 Schweidnitz (Sieger Gruppe Bergland) | 4   | 0 | 0 | 4 | 002:200 | 0,10  | 0:80   |

### Kreuztabelle
| 1943/44                | STC Hirschberg | Breslauer SpVg 02 | DSVgg 1911 Schweidnitz |
| ---------------------- | -------------- | ----------------- | ---------------------- |
| STC Hirschberg         |                | 5:2               | 6:0                    |
| Breslauer SpVg 02      | 2:3            |                   | 4:1                    |
| DSVgg 1911 Schweidnitz | 0:7            | 1:3               |                        |